# Марко Геріні
Марко Геріні (італ. Marco Gerini, 5 серпня 1971) — італійський ватерполіст.
Призер Олімпійських Ігор 1996 року, учасник 2004 року.
Призер Чемпіонату світу з водних видів спорту 2003 року.